# Madra
Madra — дебютный студийный альбом ирландской инди-рок группы NewDad. Он был выпущен 26 января 2024 года на лейблах Fair Youth и Atlantic Records. Он был спродюсирован Крисом У Райаном и получил положительные отзывы критиков. Альбом был записан в течение двух недель в марте 2023 года в студии Rockfield в Уэльсе. В записи альбома приняли участие продюсер Хаппа, а также гитарист группы Шон Одауд. Альбом был смикширован Аланом Маулдером и Цезарем Эдмундсом, а мастеринг был выполнен в Metropolis Studios Мэттом Колтоном.

## Отзывы
| Совокупная оценка | Совокупная оценка |
| Источник          | Оценка            |
| ----------------- | ----------------- |
| Metacritic        | 74/100            |
| Оценки критиков   |                   |
| Источник          | Оценка            |
| DIY               | [ 2 ]             |
| NME               | [ 3 ]             |
| Record Collector  | [ 4 ]             |
| Uncut             | 8/10              |

Альбом Madra получил 74 балла из 100 на агрегаторе рецензий Metacritic на основе семи отзывов критиков, что свидетельствует о «в целом благоприятном» приёме. Uncut заявил, что «первый полноформатник Newdad показывает, что они расширяют свои инди-поп корни, добавляя больше скрежета, пост-панк и более сложные текстуры к их обновлённой смеси The Cure, Slowdive и Curve». Джон Эрлс из Record Collector написал, что «в качестве вокалиста Доусон передаёт тихое отчаяние в более уязвимой „Nosebleed“, но именно вызывающий заряд в полный голос в других местах, вероятно, сделает NewDad фаворитами фестивалей».
Рецензируя альбом для NME, Хью Бэйнс отметил, что «хотя NewDad, возможно, не так структурно изобретательны, как пауэр-поп группа Hotline TNT или тяжелы, как nu-gaze-ориентированный Fleshwater, они, возможно, более упорядочены и вместе, что имеет значение для многого». DIY Эмма Свонн назвала «позором то, что Madra так перегружена», написав, что «без сомнения, эти песни будут триумфальными при живом исполнении, но как запись, Madra не совсем то».

## Список композиций
| №                   | Название            | Длительность |
| ------------------- | ------------------- | ------------ |
| 1.                  | «Angel»             | 3:19         |
| 2.                  | «Sickly Sweet»      | 3:23         |
| 3.                  | «Where I Go»        | 3:45         |
| 4.                  | «Change My Mind»    | 3:49         |
| 5.                  | «In My Head»        | 3:39         |
| 6.                  | «Nosebleed»         | 3:27         |
| 7.                  | «Let Go»            | 4:13         |
| 8.                  | «Dream of Me»       | 3:22         |
| 9.                  | «Nightmares»        | 3:44         |
| 10.                 | «White Ribbons»     | 4:24         |
| 11.                 | «Madra»             | 4:32         |
| Общая длительность: | Общая длительность: | 41:37        |

## Чарты
| Чарт (2024)                       | Высшая позиция |
| --------------------------------- | -------------- |
| Ирландия (IRMA)                   | 6              |
| Шотландия (Scottish Albums Chart) | 10             |
| Великобритания (UK Albums Chart)  | 77             |